# Collegio di Droitwich and Evesham
Droitwich and Evesham è un collegio elettorale inglese situato nel Worcestershire, nella regione delle Midlands Occidentali, rappresentato alla Camera dei comuni del Parlamento del Regno Unito. Elegge un membro del parlamento con il sistema first-past-the-post, ossia maggioritario a turno unico; l'attuale parlamentare è Nigel Huddleston del Partito Conservatore, che rappresenta il collegio dal 2024.

## Estensione
Il collegio è costituito dai seguenti ward elettorali del distretto di Wychavon: Badsey and Aldington, Bengeworth, Bowbrook, Bretforton and Offenham, Broadway, Sedgeberrow and Childswickham, Dodderhill, Drakes Broughton, Norton and Whittington, Droitwich East, Droitwich South East, Droitwich South West, Droitwich West, Evesham North, Evesham South, Fladbury, Inkberrow, Hampton, Hartlebury, Honeybourne, Pebworth and The Littletons, North Claines and Salwarpe, Ombersley, Pinvin e Upton Snodsbury.

## Membri del parlamento
| Elezione | Elezione | Deputato         | Partito      |
| -------- | -------- | ---------------- | ------------ |
|          | 2024     | Nigel Huddleston | Conservatore |

## Elezioni

### Elezioni negli anni 2020
| Partito                    | Partito                                         | Candidato                  | Risultati 4 luglio 2024 | Risultati 4 luglio 2024 |
| Partito                    | Partito                                         | Candidato                  | Voti                    | %                       |
| -------------------------- | ----------------------------------------------- | -------------------------- | ----------------------- | ----------------------- |
|                            | Conservatore                                    | Nigel Huddleston           | 19 975                  | 40,26                   |
|                            | Laburista                                       | Chipiliro Kalebe-Nyamongo  | 10 980                  | 22,13                   |
|                            | Reform UK                                       | Sam Bastow                 | 9 456                   | 19,06                   |
|                            | Lib Dem                                         | Oliver Walker              | 5 131                   | 10,34                   |
|                            | Verdi                                           | Neil Franks                | 3 828                   | 7,72                    |
|                            | Social Democratico                              | Andrew Flaxman             | 239                     | 0,48                    |
|                            |                                                 |                            |                         |                         |
| Iscritti                   | Iscritti                                        | Iscritti                   | 76 624                  | 100,00                  |
| ↳ Votanti (% su iscritti)  | ↳ Votanti (% su iscritti)                       | ↳ Votanti (% su iscritti)  | 49 786                  | 64,97                   |
| ↳ Astenuti (% su iscritti) | ↳ Astenuti (% su iscritti)                      | ↳ Astenuti (% su iscritti) | 26 838                  | 35,03                   |
|                            |                                                 |                            |                         |                         |
|                            | Esito: collegio a Conservatore (nuovo collegio) |                            |                         |                         |